# Leptodrassus albidus
Leptodrassus albidus är en spindelart som beskrevs av Simon 1914. Leptodrassus albidus ingår i släktet Leptodrassus och familjen plattbuksspindlar. Inga underarter finns listade i Catalogue of Life.